# San Gavino Monreale
San Gavino Monreale is een gemeente in de Italiaanse provincie Zuid-Sardinië (regio Sardinië) en telt 9257 inwoners (31-12-2004). De oppervlakte bedraagt 87,5 km², de bevolkingsdichtheid is 106 inwoners per km².

## Demografie
San Gavino Monreale telt ongeveer 3291 huishoudens. Het aantal inwoners daalde in de periode 1991-2001 met 6,5% volgens cijfers uit de tienjaarlijkse volkstellingen van ISTAT.
| Jaar | Inwoneraantal |
| ---- | ------------- |
| 1991 | 10.119        |
| 2001 | 9460          |

## Geografie
De gemeente ligt op ongeveer 35 m boven zeeniveau.
San Gavino Monreale grenst aan de volgende gemeenten: Gonnosfanadiga, Pabillonis, Sanluri, Sardara, Villacidro.

## Geboren
- Fabio Aru (1990), wielrenner

Arbus · Barumini · Collinas · Furtei · Genuri · Gesturi · Gonnosfanadiga · Guspini · Las Plassas · Lunamatrona · Pabillonis · Pauli Arbarei · Samassi · San Gavino Monreale · Sanluri · Sardara · Segariu · Serramanna · Serrenti · Setzu · Siddi · Tuili · Turri · Ussaramanna · Villacidro · Villamar · Villanovaforru · Villanovafranca
1. ↑  https://demo.istat.it/?l=it.